# 母集団
統計学における母集団（ぼしゅうだん、英: population）とは、調査対象となる数値、属性等の源泉となる集合全体を言う。統計学の目的の一つは、観測データの標本から母集団の性質を明らかにすることである。

## 概要
統計的規則性を明らかにしたい対象について、観察可能なすべての潜在的な観測値の集合を母集団と呼ぶ。なお、母集団の要素の数を母集団の大きさと呼び、標本調査法では大文字の {\displaystyle N} で表すのが慣例である。日本工業規格では、「考察の対象となる特性をもつすべてのものの集団」と定義している。
大量の要素からなる標本（大標本）の存在を前提とする記述統計学においては、標本と母集団の区別は不明確である（ほぼ同一視される）。
ただし、以下のようなほとんど多くの場合について、その母集団を完全に知ることはできない。
1. 日本人全体が調査対象であるといったように母集団が非常に多くの要素または無限大の要素からなる場合、
2. 母集団自体はあまり多くの要素は含まないものの、製品の破壊強度の検査といったように、全体の調査が意味を持たなかったり、個々の調査が高価であるため予算上の制約から全体の調査が不可能である場合、
3. 来年の経済成長率のように将来に起こるため、現在は測定が不可能な要素を含む場合など。

こういった場合、調査対象の少ない要素の標本（小標本）を選び出した上で分析し、そこから母集団を推測するという手法が取られる。このような小標本を元に母集団の性質を推測する統計学を、記述統計学に対して推測統計学と呼ぶ。

## 母集団の特性を表す数値的尺度
統計学の目的の一つは、実験あるいは観測によって得られたデータに含まれている情報を縮約することである。数値的尺度として縮約される情報としては、
1. データの中心がどこに位置しているかを示す中心の尺度（平均、中位数など）と、
2. データがどのようにばらついているかを示す散らばりの尺度（分散など）

の二つに大きく分けることができる。
ほとんど多くの場合、観測現象の母集団は観念的な存在であるので、現実の観測データの集合である標本とは異なり、数値的尺度を実際に計算することはできない。しかし、母集団の存在を仮定すれば、その定量化することができる。なお、これら数値的尺度は母集団に対してその分布が存在すれば、その分布の母数（パラメータ）ともなる。
母平均
データの集合が母集団であるとき、そのデータの集合の平均を母平均と呼ぶ
母分散
データの集合が母集団であるとき、そのデータの集合の分散を母分散と呼ぶ
なお、観測現象のある標本の標本平均（または分散）をなにか真の値の近似値としてみるとき、その真の値とは母平均（分散）のことを指す。